# Matthias Kleinert
Matthias („Matt“) Kleinert (* 9. März 1938 in Berlin) ist ein Manager und Politiker der CDU.

## Leben
Kleinert wuchs im württembergischen Besigheim auf. 1958 legte er in Bietigheim sein Abitur ab und studierte anschließend Politikwissenschaften an der Freien Universität Berlin und an der Deutschen Hochschule für Politik. 1963 schloss er sein Studium als Diplompolitologe ab. Dann arbeitete er beim Gesamtdeutschen Institut Berlin und als Redakteur bei RIAS Berlin.
Schon 1965 trat Kleinert in die CDU ein, wo er 1972 zum Pressesprecher der Landtagsfraktion in Baden-Württemberg ernannt wurde. Kleinert wurde damit enger Vertrauter von Lothar Späth, dem damaligen Fraktionsvorsitzenden der CDU. Als dieser 1978 Nachfolger von Ministerpräsident Hans Filbinger wurde, nahm er Kleinert mit in das Staatsministerium und ernannte ihn zum Ministerialdirigenten. Kleinert fungierte als Regierungssprecher. Nach der letzten Wahl 1984 stieg Kleinert zum Staatssekretär im Staatsministerium auf, hatte damit aber keinen Sitz und keine Stimme im Kabinett. Seine Bemühungen um einen Sitz im Landtag von Baden-Württemberg scheiterten. So blieb er seinerzeit der einzige Staatssekretär ohne Landtagsmandat.
Kleinerts Verdienste für Ministerpräsident Späth wurden Ende der 1980er-Jahre nicht mehr allgemein anerkannt, was ihn schließlich veranlasste, die Politik zu verlassen. Kleinert erklärte schließlich im Dezember 1987 überraschend das Ende seiner politischen Karriere. Schon im Januar 1988 nahm er eine Leitungsfunktion in der PR-Abteilung der Daimler-Benz AG in Stuttgart an. Sein Nachfolger als Staatssekretär im Staatsministerium wurde Lorenz Menz, Regierungssprecher wurde Manfred Zach. Ab 1995 übernahm Kleinert die Leitung des Direktoriums für Politik und Außenbeziehungen und war damit Generalbevollmächtigter seiner Firma. Dieses Amt hatte er bis Ende 2003 inne. Seit August 2004 verantwortet er das Ressort Corporate External Affairs des Pharmakonzerns Celesio und ist Mitglied des Vorstandes der United Global Academy (UGA).

## Sonstige Tätigkeiten
Kleinert ist zudem ehrenamtlich bei verschiedenen Vereinen tätig, so unter anderem beim 1999 gegründeten Verein Deutsch-Ukrainisches Forum e. V., dessen erster Vorsitzender er war. Im Juli 2006 wurde er zum Präsidenten des Fecht-Clubs Tauberbischofsheim gewählt. Außerdem ist er Vorsitzender des Universitätsrates der Universität Hohenheim und Ehrensenator der Staatlichen Akademie der Bildenden Künste Stuttgart. Persönliches soziales Engagement betreibt Kleinert über den privaten Club Sandsturm Kairo dessen Gründer und Präsident er ist. Kleinert engagiert sich als Projektbotschafter für das Sozialprojekt Wir helfen Afrika.
Kleinert erhielt mehrere Auszeichnungen, so unter anderem das Verdienstkreuz 1. Klasse des Verdienstordens der Bundesrepublik Deutschland, 1995 den Preis der Umweltstiftung „Euronatur“, 1998 die Verdienstmedaille des Landes Baden-Württemberg und 2004 den Olympischen Orden.

## Auszeichnungen
- 1986: Großoffizier des Verdienstordens der Italienischen Republik
- 1986: Verdienstkreuz 1. Klasse des Verdienstordens der Bundesrepublik Deutschland
- 1995: Preis der Umweltstiftung „Euronatur“
- 1998: Verdienstmedaille des Landes Baden-Württemberg
- 2000: Großes Silbernes Ehrenzeichen mit dem Stern für Verdienste um die Republik Österreich[1]
- 2004: Olympischer Orden